# Gözsy Béla
Gözsy Béla (Csíkszereda, 1903. március 26. – Montréal, 1979. január 10.) erdélyi magyar gyógyszerész, egyetemi tanár, a Magyar Gyógyszerésztudományi Társaság tagja, Gözsy Árpád fia, Gözsy Béla Leó unokája, Gözsy Sándor Európa-bajnoki ezüstérmes tőrvívó bátyja.

## Élete
Szülővárosában, Csíkszeredában gyakornok volt apja gyógyszertáránál, 1924-ben a budapesti tudományegyetemen gyógyszerészi, majd 1926-ban ugyanott gyógyszerészdoktori diplomát szerzett. 1926-ban tanársegéd lett a budapesti egyetem közegészségtani intézetében.  Az 1930-as évek elejétől kezdődően Szent-Györgyi Albert biokémiai intézetében munkálkodott a szegedi egyetemen. Itt 1932-ben megszerezte a biokémiai doktorátust. 1940-ben átkerült a budapesti Phylaxia Oltóanyag-termelő Intézetbe, ahol elsőként vezette be a szérumtermelésbe a liofilizálás módszerét. 1945-ben a budapesti Szervita Gyógyszervegyészeti Laboratórium vezetője lett. Itt penicillin- és sztreptomicinkutatásokkal foglalkozott. 1949-ben a párizsi Journal Physiologie című szaklapban több dolgozata is megjelent. Párizsból átkerült a montréali (Kanada) egyetem Mikrobiológiai és Higiéniai Intézetébe. Itt többek között a BCG-oltások hatását, a fagocitákat, az influenzavírust, valamint az antihisztaminokat kutatta. Ugyanitt lett egyetemi oktató is.

## Művei
- Az ecetsav fertőtlenítő hatása (Bp., 1926)
- Studies on Phagocytic Stimulation (dr. Kátó László orvos társszerzővel, Montréal, 1957)
- Studies on the effects of phagocytic stimulation on microbial disease. I. Action of RES stimulators on the histamine depleted reats. (Arch. int Pharmacodynamic, 1957)
- Changes in capillary permeability in the skin of rats. Histamine depleted with 48/80. dextran oreggwhite (Journal Physiol, 1957)
- Role of 5-hydroxytryptamine in the inflammatory process (Science, 1957. 125)